# Hieracium calocymum
Hieracium calocymum es una especie de planta con flor del género Hieracium, de la familia Asteraceae, orden Asterales.

## Distribución
Hieracium calocymum se distribuye por Francia, Italia y Suiza.

## Taxonomía
Fue descrita científicamente por Zahn. Fue publicada en H.Schinz & R.Keller, Fl. Schweiz, ed. 2, 2: 342 (1905).